# کرم میوه‌خوار خرما
کرم میوه‌خوار خرما (نام علمی: Batrachedra amydraula) نام یک گونه از خانواده شاخ‌کمانیان باتراچدریدا است.